# Bartolomeo Fazio
Bartolomeo Fazio (La Spezia, tussen 1400 en 1410 - Napels, 1457) was een Italiaans historicus, schrijver en humanist.

## Leven
Fazio werd geboren als kind van een rijke familie uit La Spezia in Ligurië, een gebied in het noordwesten van Italië. Hij studeerde in onder meer Florence en Verona, waar hij onderwezen werd door de schrijver, architect en wiskundige Guarino Guarini. Hij werkte als notaris in Genua en Lucca. Vanaf 1445 was hij in dienst van koning Alfons V van Aragón in Napels waar hij instond voor de opleiding van diens zoon, de latere Ferdinant I van Napels, en benoemd werd tot koninklijk geschiedschrijver.
Zoals veel humanisten van zijn tijd, voerde Facio polemieken met zijn collega's, zoals Lorenzo Valla wiens Antidotum in Facium een cannonade is tegen Bartolomeo.

## Werk

### De viris illustribus
In De viris illustribus (1456), wat letterlijk 'Over het leven van bekende mannen' betekent, beschrijft Fazio het leven van een negentigtal belangrijke tijdgenoten, waaronder Jan van Eyck, Lorenzo Ghiberti, Rogier van der Weyden, Leon Battista Alberti, Pisanello en Donatello. Hij was hiermee de eerste schrijver die de noordelijke renaissance beschreef.

### Andere werken
- De rebus gestis ab Alphonso I Neapolitanorum rege libri X (1448-1445)
- De bello veneto clodiano (postuum uitgegeven in 1568)
- De humanae vitae felicitate
- De excellentia ac praestantia hominis